# Chiesa di Santa Rosalia (Palestrina)
La chiesa di Santa Rosalia è un luogo di culto cattolico di Palestrina, situato nei pressi del palazzo Colonna Barberini.
La chiesa venne fatta erigere da Maffeo Barberini tra il 1656 e il 1660, su disegno di Francesco Contini.
L'interno ospita quattro grandi monumenti funebri dei Barberini, tra i quali spiccano quello del cardinale Antonio Barberini e quello di Taddeo Barberini, prefetto di Roma morto nel 1704. Quest'ultimo è decorato da busti di Bernardino Cametti.
Nella sagrestia della chiesa era custodito il gruppo scultoreo già attribuito a Michelangelo Buonarroti, conosciuto come "Pietà di Palestrina". La Pietà è oggi custodita presso la Galleria dell'Accademia di Firenze.